# بريتش ايروسبيس نمرود إم آر إيه 4
بريتش ايروسبيس نمرود إم أر إيه 4 (بالإنجليزية: BAE Systems Nimrod MRA4)‏ هي طائرة دورية أنتجت في بريطانيا. من صناعة بي إيه إي سيستمز. كان أول طيران لها في 26 أغسطس 2004. صنع منها خمس طائرات.